# Brynn Cartelli
Brynn Cartelli (Longmeadow, 16 april 2003) is een Amerikaans zangeres. Ze werd bekend door haar winst van het veertiende seizoen van The Voice. Met haar vijftien jaar was ze de jongste winnares van de zangcompetitie ooit.

## Biografie
Cartelli begon op vijfjarige leeftijd met pianospelen en maakte dankzij haar ouders kennis met de klassieke, country- en soulmuziek. Tijdens haar middelbareschooltijd begon ze met het nemen van zanglessen en gitaarspelen. In de zomer van 2016 filmde een barman haar tijdens een optreden in een restaurant in Nantucket, waarna hij de video op Facebook plaatste. De video werd tienduizenden keren bekeken, inclusief door de producenten van The Voice. Cartelli werd gecontracteerd en gevraagd om naar Los Angeles te komen om auditie te komen doen. Ze werd uiteindelijk naar aanleiding van haar auditie uitgenodigd om blind audition te komen doen tijdens het veertiende seizoen van The Voice. Cartelli zong als blind audition het nummer Beneath Your Beautiful van Labrinth en Emeli Sandé. Twee van de vier coaches, Kelly Clarkson en Blake Shelton, draaiden volgens het concept van het programma hun stoel naar haar om en Cartelli koos ervoor om deel uit te gaan maken van het team van Clarkson. De coaches waren verbaasd over Cartelli's zangkwaliteiten op haar jonge leeftijd. In de battleronde versloeg ze met het nummer ...Ready for It? van Taylor Swift Dylan Hartigan. In de volgende ronde wist ze met haar versie van Here Comes Goodbye van Rascal Flatts teamlid Jamella te verslaan, waardoor ze doorstootte naar de liveshows. In de eerste liveshow zong Cartelli de single Unstoppable van Sia, wat haar voldoende stemmen van het publiek opleverde om door te gaan. In verdere liveshows zong Cartelli onder andere Fix You van Coldplay, Yoü and I van Lady Gaga en What the World Needs Now Is Love van Jackie DeShannon, waarmee ze doorstootte naar de finale. Met de twee laatstgenoemde optredens behaalde ze de top tien van iTunes. In de finale zong ze Don't Dream It's Over als duet met Clarkson, haar eigen single Walk My Way en sloot ze af met Skyfall van Adele. Aan het einde van de finale werd Cartelli verkozen tot winnares van de zangcompetitie. Ze werd daarmee de jongste winnares van The Voice ooit. Daarnaast kreeg Cartelli een prijs van 100.000 dollar en een platencontract bij Republic Records.
Na haar overwinning in The Voice werd Cartelli in december 2018 eveneens gecontracteerd door Atlantic Records. Op 24 januari 2019 trad ze op in het voorprogramma van Clarkson. Ook trad ze meerdere keren op in latere seizoen van The Voice. Cartelli bracht op 19 maart 2021 de single Long Way Home uit en op 30 april de single If I Could. Laatstgenoemde kreeg ruim veertien miljoen streams op Spotify. Op 28 mei verscheen Cartelli's debuut-ep Based on a True Story. Deze ep kwam binnen op de negende plaats in de iTunes-hitlijst. De ep werd 25 miljoen keer beluisterd op Spotify.
Na het succes van haar ep bracht Cartelli op 20 mei 2022 met Gemini haar volgende single uit. In voorbereiding op haar eerste album volgden eveneens de Singles Girl Code, Convertible in the Rain, Secondhand Smoke en Lucky to Love You.
Cartelli bracht in januari 2024 de single Boy from Home uit en op 1 maart verscheen haar debuutalbum Out of the Blue. Na het uitbrengen van het album trad ze op in het televisieprogramma Today en bij MTV ter promotie van het album.

## Discografie

### Albums
| Jaar | Titel           |
| ---- | --------------- |
| 2024 | Out of the Blue |

### EP's
| Jaar | Titel                 |
| ---- | --------------------- |
| 2021 | Based on a True Story |

### Singles
| Jaar | Titel                                  |
| ---- | -------------------------------------- |
| 2018 | Walk My Way                            |
| 2018 | Last Night's Mascara                   |
| 2019 | Grow Young                             |
| 2019 | Have Yourself a Merry Little Christmas |
| 2021 | Long Way Home                          |
| 2021 | If I Could                             |
| 2022 | Gemini                                 |
| 2022 | Girl Code                              |
| 2022 | Convertible in the Rain                |
| 2023 | Secondhand Smoke                       |
| 2023 | Lucky to Love You                      |
| 2024 | Boy from Home                          |

## Prijzen en nominaties
| Jaar | Prijs                          | Categorie                           | Genomineerd voor  | Uitslag     |
| ---- | ------------------------------ | ----------------------------------- | ----------------- | ----------- |
| 2018 | People's Choice Award          | Competitiedeelnemer van het seizoen | Winnaar The Voice | Genomineerd |
| 2018 | Talent Recap Fan Choice Awards | Favoriete talentenjacht winnaar     | Winnaar The Voice | Genomineerd |

- MusicBrainz: 2d30a023-3738-4572-a71f-3bbaef4f05da